# Vidisha (Distrikt)
Der Distrikt Vidisha (Hindi: विदिशा जिला) ist ein Distrikt des indischen Bundesstaats Madhya Pradesh mit etwa 1,5 Millionen Einwohnern. Verwaltungs- und Wirtschaftszentrum ist die etwa 160.000 Einwohner zählende Stadt Vidisha. Der Distrikt entstand in seiner heutigen Form im Jahr 1956.

## Geografie
Der Distrikt Vidisha liegt im Vindhyagebirge im Zentrum des Bundesstaats Madhya Pradesh in Höhen um 430 m. Er grenzt im Nordwesten an den Distrikt Ashoknagar, im Osten an den Distrikt Sagar, im Süden an den Distrikt Raisen, im Südwesten an den Distrikt Bhopal und im Nordwesten an den Distrikt Guna. Wichtigste Flüsse sind die Betwa und ihre Nebenflüsse Bina und Halali. Wichtigste Städte sind Vidisha (ca. 160.000), Basoda (ca. 75.000) und Sironj (ca. 60.000).

## Bevölkerung
Offizielle Bevölkerungsstatistiken werden erst seit 1991 geführt und veröffentlicht.
| Jahr      | 1991    | 2001      | 2011      |
| Einwohner | 970.388 | 1.214.058 | 1.458.875 |

Hindus dominieren in den Dörfern auf dem Lande (ca. 88 %); in den Städten gibt es auch eine nicht unerhebliche Zahl von Muslimen (ca. 10 %). In der Dekade zwischen 2001 und 2011 wuchs die Bevölkerung um etwa 20 % auf etwa 1,45 Millionen an, wobei der männliche Bevölkerungsanteil den weiblichen um etwa 5 % übersteigt. Etwa 77 % der Bevölkerung lebt in den Dörfern auf dem Lande; ein Drittel der Menschen (zumeist Frauen) gelten als Analphabeten. Man spricht zumeist Hindi.

## Wirtschaft

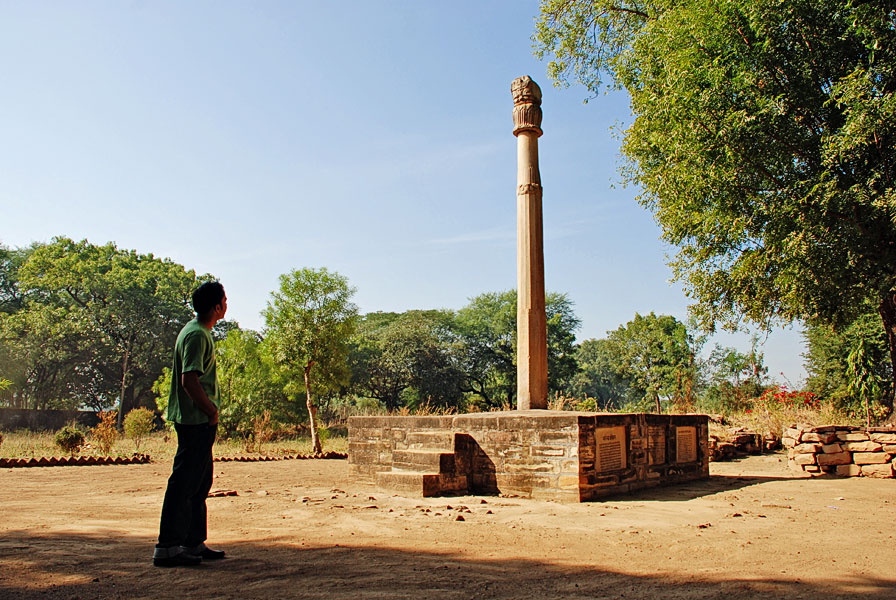
Heliodoros-Säule

Traditionell spielt die Landwirtschaft die dominierende Rolle im Wirtschaftsleben des Distrikts; in den Städten haben sich Handwerk, Handel sowie kleinere Industrie- und Dienstleistungsunternehmen angesiedelt. Im äußersten Westen des Distrikts befindet sich der im Jahr 1973 fertiggestellte und zur Energieerzeugung genutzte Damm des Halali-Stausees.

## Geschichte und Sehenswürdigkeiten
Die Gegend um Vidisha spielte in der indischen Geschichte eine nicht unbedeutende Rolle – so war z. B. der spätere Kaiser Ashoka (reg. 268–232 v. Chr.) hier eine Zeit lang Statthalter. Wenige Kilometer südwestlich von Vidisha befinden sich die als Welterbe eingestufte buddhistische Stätte von Sanchi, die Heliodoros-Säule und die Udayagiri-Höhlentempel. Die Kleinstadt Gyaraspur verfügt über einige, meist ruinierte, Hindu-Tempel, die aber noch immer von einstiger Pracht zeugen. Im Nordosten des Distrikts liegt der Ort Udaipur mit seinem sehenswerten Tempelbezirk, aber  auch die Überreste der Tempel von Pathari, allen voran der Gadarmal-Tempel von Badoh, verdienen Beachtung.